# Heidi Bauer (sciatrice)
Heidi Bauer (1957) è un'ex sciatrice alpina austriaca.

## Biografia
Gigantista pura, la Bauer si piazzò al 2º posto nella classifica di specialità in Coppa Europa nella stagione 1974-1975; non prese parte a rassegne olimpiche e non ottenne piazzamenti in Coppa del Mondo o ai Campionati mondiali.

## Palmarès

### Coppa Europa
- 1 podio (dati parziali)[1]:
  - 1 secondo posto